# Avverbio
L'avverbio (dal latino ad verbum, "vicino al verbo", calco del greco antico επίρρημα, epìrrhēma) è una parte del discorso invariabile con funzione di "modificatore semantico". Viene usato per modificare o determinare il significato di altre categorie grammaticali (tipicamente gli aggettivi ma anche altri avverbi) o persino di un'intera frase. Per la grammatica tradizionale (come attesta l'etimologia), l'avverbio è il modificatore del verbo.

## Tipi di avverbio
L'avverbio modifica il significato secondo diversi aspetti:
- il tempo (ancora, immediatamente, dopo, ieri)
- la quantità (troppo, poco, assai, scarsamente, più, meno)
- il luogo (su, giù, sopra, sotto, davanti, indietro, destra, sinistra, qui, lì)
- il modo (lentamente, piano, forte, brevemente)
- il giudizio che il parlante matura su un fatto (sì, no, forse, veramente, davvero, probabilmente)

Sono detti "interrogativi" gli avverbi che introducono un'interrogativa diretta: come...?, dove...?, quando...?, quanto...?, perché...?
La ricchezza di significati che caratterizza gli avverbi determina una grande varietà di usi sintattici.

## Classificazioni
Gli avverbi possono essere distinti, dal punto di vista morfologico, in:
- avverbi lessicali (semplici o composti)
- avverbi derivati

Da un punto di vista sintattico, invece, gli avverbi possono essere:
- avverbi di predicato: sono interni al predicato e possono essere argomento del verbo o modificatori dell'intero sintagma verbale. Sono avverbi di predicato gli avverbi di tempo, di luogo, di modo, di negazione, di quantità.
- avverbi di frase:
  - avverbi connettivi: connettono due frasi (per cui sono catalogati anche come congiunzioni: dunque, quindi);
  - avverbi frasali: riflettono il giudizio di verità che il parlante attribuisce ad una frase o, in genere, l'orientamento con cui egli li riceve o esprime: probabilmente, certamente, ovviamente, francamente.